# Sarangani
Sarangani là một tỉnh của Philippines thuộc vùng SOCCKSARGEN. Tỉnh lị là Alabel. Tỉnh giáp với Nam Cotabato ở phía bắc và Davao del Sur ở phía đông, phía nam là biển Celebes. Tỉnh bao quanh thành phố đô thị hóa cao General Santos. Tỉnh gồm có hai phần tách biệt với nhau bởi vịnh Sarangani và thành phố trên, tỉnh nguyên là một bộ phận của Nam Cotabato cho đến khi tách ra vào năm 1992.

## Lịch sử
Những cư dân đầu tiên trong tỉnh là người những thổ dân bản địa gọi là "MunaTo", có nghĩa là "người đầu tiên". Trước 1992 tỉnh là một phần của Sarangani. Hiện nay, đa số dân trong tỉnh là người nhập cư từ vùng Visayas và ngôn ngữ chủ yếu là tiếng Cebuano

## Hành chính
Phần phía tây của tỉnh gồm 3 đô thị tự trị:
- Kiamba
- Maasin
- Maitum

Phần phía đông gồm 4 đô thị tự trị:
- Alabel
- Glan
- Malapatan
- Malungon